# Jugendinformation in Österreich
Jugendinformation in Österreich ist seit den 1970er Jahren ein Anliegen der Jugendarbeit und Jugendhilfe. In Österreich wurden in den 1970er Jahren die ersten Jugendinfozentren gegründet, in denen sich Jugendliche zu Themen wie Europa, Arbeit, Bildung und Freizeit gemäß ihren spezifischen Bedürfnissen informieren können.

## Geschichte und Entwicklung der Jugendinformation in Österreich
Die ersten Jugendinfozentren entstanden in Österreich zu Beginn der 1970er Jahre. Zu dieser Zeit fanden auch die ersten internationalen Tagungen und Konferenzen zum Thema Jugendinformation statt. Während sich in Europa zu Beginn der 80er Jahre hunderte von Informationsstellen öffneten, kam es in Österreich zur Schließung der Zentren. Erst 1985 kam es erneut zur Gründung einer (mobilen) Jugendinfo. Im Laufe der nächsten Jahre schlossen sich die mehrere Jugendinformationszentren zusammen und begannen mit dem Aufbau eines nationalen Informationsnetzes. Es folgte die Gründung einer Arbeitsgemeinschaft der Österreichischen Jugendinfos und die Erstellung der ersten European Youth Information Charter durch ERYICA. Mit dem Verein jugendinfo.cc besteht seit 2004 eine nationale Trägerstruktur der Jugendinfos in Österreich. Ende 2010 änderte der Verein ARGE Österreichische Jugendinfos, kurz: jugendinfo.cc seinen Namen in Bundesnetzwerk Österreichische Jugendinfos (BÖJI), kurz: Österreichische Jugendinfos.

### Gründungen von Jugendinformationszentren in Österreich
- 1973 Wien: Jugendinformationszentrum
- 1985 Gründung einer mobilen Jugendinfo durch das Bundesministerium für Familie, Jugend und Konsumentenschutz
- 1985 Oberösterreich: JugendService
- 1989 Wien: Neueröffnung der Jugendinfo
- 1990 Tirol: Jugendinfo InfoEck mobil
- 1991 Salzburg: Akzente Jugendinfo
- 1992 Vorarlberg: aha – Tipps & Infos für junge Leute
- 1993 Tirol: InfoEck
- 1993 Gründung ARGE Jugendinfo-LeiterInnen, European Youth Information Charter
- 1994 Wien: Jugendinfo des Bundesministeriums
- 1995 Steiermark: LOGO jugendINFORMATIONSservice
- 1997 Burgenland: Jugendinfo Burgenland
- 1998 Kärnten: Jugendinfo Kärnten
- 2001 Oberösterreich: JugendService Regional-Points in jeder Bezirkshauptstadt
- 2001 Niederösterreich: TOPZ Jugendinfo
- 2004 Dachorganisation ARGE Österreichischer Jugendinfos jugendinfo.cc
- 2005 Webportal infoUP.at – Deine Jugendinfos (1) durch den Verein jugendinfo.cc
- 2006 Webportal jugendinfo.at Österreichisches Jugendportal (Austrian youth portal) (2) durch das Bundesministerium für Gesundheit, Familie und Jugend (BMGFJ)[3][4]

### Internationale Partner
Die österreichischen Jugendinfos bieten Information und Begleitung zum EU-Förderprogramm Jugend in Aktion, welches außerschulische Jugendprojekte (z. B. Europäischer Freiwilligendienst, Jugendbegegnungen) unterstützt.

### Qualitätsstandards
Auf Basis der Europäischen Jugendcharta folgen die österreichischen Jugendinfos bestimmten Richtlinien. Diese sollen für alle Jugendlichen das Recht auf Informationen (Art. 17 der UN-Konvention für die Rechte der Kinder) gewährleisten. Darunter fallen z. B.: Offener Zugang für alle Jugendlichen zu  objektiver, neutraler und kostenloser Informationen, Gewährleistung von Anonymität.

## Angebote in den österreichischen Jugendinfos

### Informationen
In den Jugendinfos gibt es kostenlos Broschüren, Infoblätter, weiterführende Adressen, Tipps und Infos unter anderem zu diesen Themen:
- Europa & Ausland: Au-pair, Jobben im Ausland, Sprachreisen[5]
- Beruf & Arbeit: Ferienjobs, Berufsorientierung, Stellenangebote, Zivil- und Wehrdienst
- Bildung: Bildungsorientierung, Nachhilfe, Studium, Weiterbildung
- Rat & Hilfe: Jugendschutz, Sexualität, Wohnen, Geld, Sucht
- Freizeit: Events, Festivals, Camps, ehrenamtliches Arbeiten, Sicherheit im Internet, kreative & sportliche Betätigungsmöglichkeiten
- Demokratie[6]

### Service
Die meisten Jugendinfos haben zusätzliche Serviceangebote, die sich nach Bundesland unterscheiden. Darunter fallen z. B. Infoveranstaltungen, Computer- und Internetbenutzung, Jobcoaching, Babysitterbörse, Ticketverkauf, Sommer-Open-Air-Kino, Ausstellung von Ermäßigungskarten (Jugendkarte, Internationaler Jugendherbergsausweis, Internationaler Schüler- und Studentenausweis, …). Manche Einrichtungen bieten zusätzlich psychosoziale Beratung für Jugendliche an.